# 10-та армія (СРСР)
Деся́та а́рмія (10 А) — оперативне об'єднання сухопутних військ Червоної армії, загальновійськова армія в роки Німецько-радянської війни.

## Історія

### Командування
Командувачі:
- генерал-майор К. Д. Голубєв (березень — липень 1941)
- генерал-лейтенант Голиков П. І. (вересень 1941 — 1 лютого 1942)
- генерал-майор, з червня 1942 генерал-лейтенант Попов В. С. (2 лютого 1942 — квітень 1944)
- генерал-лейтенант Крючонкін В. Д. (10 — 12 квітня 1944)